# 1305

## أحداث
- مملكة غرناطة تحرض وتدعم شيخ مشيخة الغزاة القائد عثمان بن أبي العلاء على التمرد على سلطان المغرب المريني والسيطرة على سبتة.

## مواليد
- أشيكاغا تاكا-أوجي

## وفيات
- ويليام والاس
- إسماعيل بن موسى الجيطالي أبو طاهر